# El Río Hilo
El Río Hilo är en ort i Mexiko.   Den ligger i kommunen San Antonino el Alto och delstaten Oaxaca, i den sydöstra delen av landet, 400 km sydost om huvudstaden Mexico City. El Río Hilo ligger 2 301 meter över havet och antalet invånare är 190.
Terrängen runt El Río Hilo är huvudsakligen kuperad, men åt nordost är den bergig. Terrängen runt El Río Hilo sluttar österut. Runt El Río Hilo är det ganska glesbefolkat, med 34 invånare per kvadratkilometer. Närmaste större samhälle är San Miguel Peras, 15,3 km norr om El Río Hilo. I omgivningarna runt El Río Hilo växer i huvudsak blandskog.